# دونالد مونتروز
دونالد مونتروز (بالإنجليزية: Donald Montrose)‏ هو كاهن كاثوليكي أمريكي، ولد في 13 مايو 1923 في دنفر في الولايات المتحدة، وتوفي في 7 مايو 2008 في ستوكتون في الولايات المتحدة.